# Pulentos: Segunda temporada (álbum de 2006)
Pulentos: Segunda Temporada es el segundo disco de la serie animada de Canal 13, Pulentos. 
Fue lanzado el 16 de diciembre de 2006 y al igual que su predecesor, también fue lanzada por el sello discográfico La Oreja. Esta consta de 9 temas originales y 3 covers de Los Tres (Somos tontos no pesados), Los Bunkers (Llueve sobre la ciudad) y Los Prisioneros (Somos Sudamerican Rappers).
Este disco consta de 12 canciones, las cuales, como sucedía con el disco anterior, son usadas al final de los episodios de la segunda temporada del programa..

## Lista de canciones
1. Somos Tontos, No Pesados (cover de Los Tres)
2. La Pandilla
3. Metatarso
4. Halloween
5. El Que No Salta No Es Jijo
6. Llueve Sobre La Ciudad (cover de Los Bunkers)
7. No Quiero
8. Arroz Con Palitos
9. Wichipirichi
10. No Entiendo Nada
11. Somos Sudamerican Rappers (cover de Los Prisioneros)
12. Walala